# إس. موريس هيكس جونيور
إس. موريس هيكس جونيور (بالإنجليزية: S. Maurice Hicks Jr.) هو محامي وقاضي أمريكي، ولد في 5 ديسمبر 1952 في نيو أورلينز في الولايات المتحدة.